# (16025) 1999 CA104
A (16025) 1999 CA104 a Naprendszer kisbolygóövében található aszteroida. A LINEAR projekt keretében fedezték fel 1999. február 12-én.